# Dupeczka

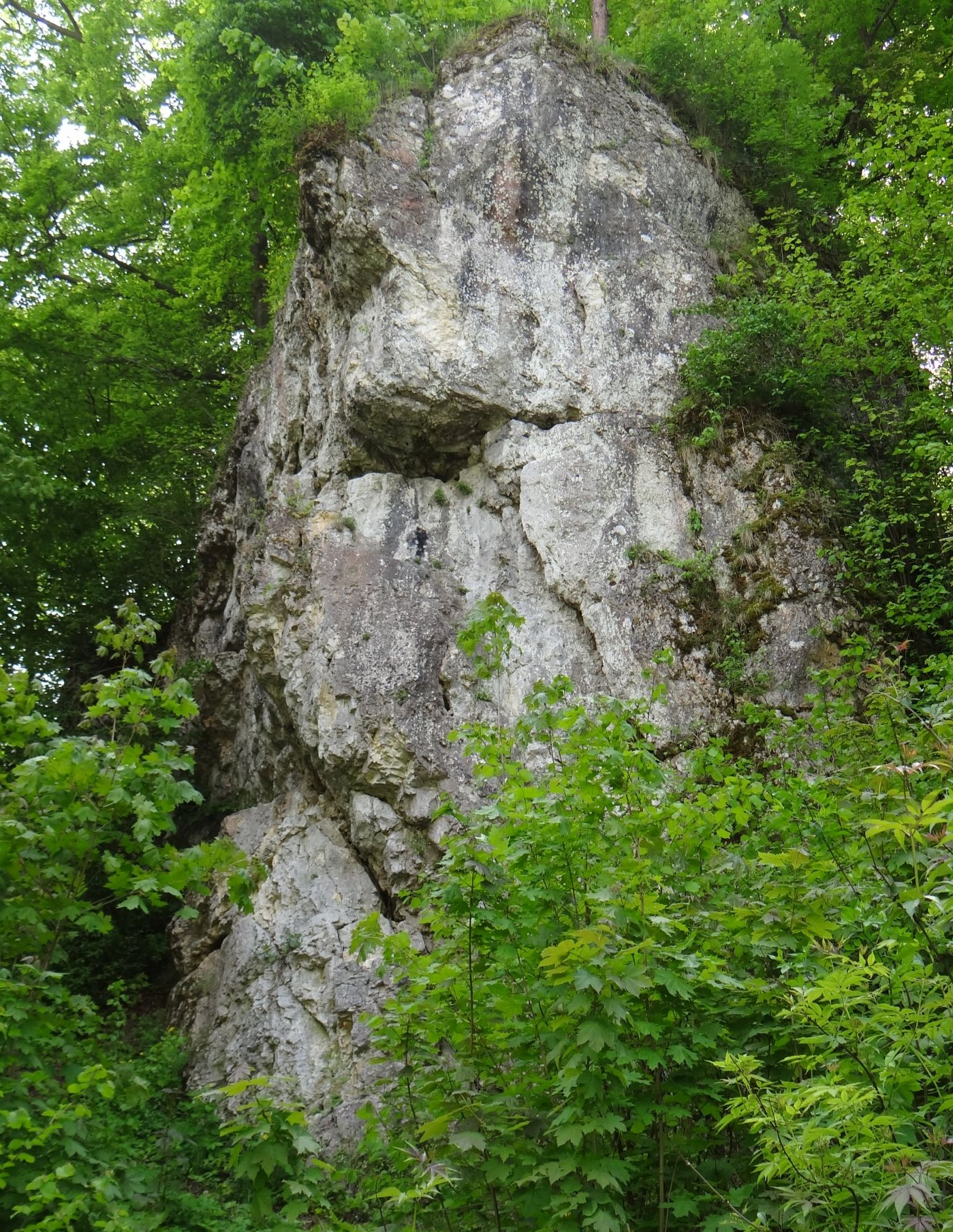
Ściana północna

Dupeczka – skała w Dolinie Będkowskiej na Wyżynie Krakowsko-Częstochowskiej. Pod względem administracyjnym należy do wsi Będkowice w gminie Wielka Wieś, w województwie małopolskim. Skała znajduje się w środkowej części Doliny Będkowskiej, przy Brandysowej Polanie powstałej na dnie rozszerzenia bocznego wąwozu łączącego się z dnem doliny po orograficznie prawej stronie potoku Będkówka.
Nazwa nadana została skale przez wspinaczy skalnych. Istnieje też na tablicy ze skałoplanami zamontowanej na polanie. Dupeczka znajduje się w orograficznie prawym zboczu bocznego wąwozu. naprzeciwko skały Dupa Słonia. Na mapie Geoportalu w tym miejscu zaznaczone są trzy skały: Ściana Luster, Menigitisy, Kakofonia. W rzeczywistości jest tutaj tylko jedna większa skała (Dupeczka), oprócz niej rozrzucone po zboczu bloki skalne nie zasługujące na odrębną nazwę, zaś nazwy na mapie Geoportalu to nazwy 3 dróg wspinaczkowych na Dupie Słonia przeniesione na skałki przeciwległego zbocza.
Dupeczka to pojedyncza turnia o wysokości 12 m, zbudowana z twardych wapieni skalistych. Ma ściany pionowe, połogie lub przewieszone z filarem i zacięciem. Znajduje się na terenie prywatnym. Obrośnięta jest krzewami, a ziemia przy jej podstawie bez śladów wydeptania, co wskazuje, że wspinaczka na niej jest mało popularna.

## Drogi wspinaczkowe
Na północnej ścianie Dupeczki jest 6 dróg wspinaczkowych o trudności od VI do VI.2 w skali krakowskiej. Wszystkie mają zamontowane stałe punkty asekuracyjne: ringi (r) i stanowisko zjazdowe (st).
1. Randez-vous; 3r + st, VI.1, 10 m
2. Schadzka; 3r + st, VI, 10 m
3. Randka; 4r + st, VI, 11 m
4. Podryw; 4r + st, VI.2, 12 m
5. Spojrzenie w oczy; 5r + st, V, 12 m
6. Skok w bok; 5r + st, VI.1, 12 m[2].

W górnej części skały znajdują się otwory jaskini Szczelina naprzeciw Słonia.